# کسل کوو، نیو ساوت ولز
کسل کوو (به انگلیسی: Castle Cove) یک حومه شهر در استرالیا است که در نیو ساوت ولز واقع شده‌است.